# The Signal
The Signal, amerikansk skräckfilm från 2007, regisserad och skriven av David Bruckner, Dan Bush och Jacob Gentry.

## Handling
En mystisk signal börjar sändas över all TV-, mobil- och radiokommunikation. Ingen vet varifrån signalen kommer, men den får människor att bli galna och väldigt våldsamma. 